# MADtv
MADtv는 1995년 10월 14일부터 2009년 5월 16일까지 FOX에서 방영되었던 코미디 프로그램이다.